# Orthobula impressa
Orthobula impressa là một loài nhện trong họ Phrurolithidae.
Loài này thuộc chi Orthobula. Orthobula impressa được Eugène Simon miêu tả năm 1897.